# Up (album, R.E.M.)
Up je album kapely R.E.M. vydané v roce 1998. Jde o první album, na kterém se nepodílel bubeník Bill Berry, zakládající člen kapely, kterou opustil v říjnu 1997. Místo něj použila kapela elektronické bubny a studiové bubeníky.
S posunem do elektronickou hudbou ovlivněných vod se kapela odcizila mnoha fanouškům i kritikům, kteří si oblíbili jejich dílo z 80. let a také příležitostným posluchačům, kteří byli zvyklí na jejich více komerčnější hudbu ze začátku 90. let. Avšak někteří Up považují za jeden z nejodvážnějších počinů R.E.M. Kapela Radiohead přiznává, že Up mělo klíčový vliv na jejich experimentální album Kid A z roku 2000. Producentem alba byl Patrick McCarthy, který nahradil Scotta Litta, který produkoval alba R.E.M. předešlých deset let. Patrick McCarthy s kapelou spolupracoval do roku 2011, kdy se kapela rozpadla.
Kvůli Berryho odchodu z kapely byla atmosféra nahrávání alba velice napjatá a členové později přiznali, že během nahrávání málem došlo k rozpadu kapely. Není překvapením, že je album považováno za těžkopádné a velice melancholické. Singl Daysleeper se umístil na šestém místě britského žebříčku. Za další singly byly vybrány písně Lotus a At My Most Beautiful.
V rozporu s tradicí sahající až k debutovému albu Murmur z roku 1983, Michael Stipe souhlasil se zařazením všech textů do bookletu alba, což se opakovalo u všech následujících alb.
Up se umístilo na 3. místě amerického a na 2. místě britského žebříčku, ale neudrželo se na nich tak dlouho jako předcházející alba, takže prodejnost byla v porovnání s nimi nižší. Ačkoliv R.E.M. původně neplánovali velké koncertní turné na podporu alba, po několika úspěšných koncertech rychle připravili čtyřměsíční turné po Evropě a Americe v létě 1999. Vystoupení jsou mnohými fanoušky pokládány za nejlepší v kariéře R.E.M.
V roce 2005 vydalo Warner Brothers Records rozšířenou dvoudiskovou edici alba, která obsahuje CD, DVD-Audio se zvukem ve formátu 5.1 a původní, částečně rozšířený, booklet.

## Seznam skladeb
Autory jsou Peter Buck, Mike Mills a Michael Stipe.
1. „Airportman“ – 4:12
2. „Lotus“ – 4:30
3. „Suspicion“ – 5:36
4. „Hope“ – 5:02
5. „At My Most Beautiful“ – 3:35
6. „The Apologist“ – 4:30
7. „Sad Professor“ – 4:01
8. „You're in the Air“ – 5:22
9. „Walk Unafraid“ – 4:31
10. „Why Not Smile“ – 4:03
11. „Daysleeper“ – 3:40
12. „Diminished“ – 6:01
13. „Parakeet“ – 4:09
14. „Falls To Climb“ – 5:06